# Liste der Biografien/Abn
Liste der Biografien |
Portal Biografien |
Personensuche
# |
A |
B |
C |
D |
E |
F |
G |
H |
I |
J |
K |
L |
M |
N |
O |
P |
Q |
R |
S |
T |
U |
V |
W |
X |
Y |
Z |
?
 
Aa |
Ab |
Ac |
Ad |
Ae |
Af |
Ag |
Ah |
Ai |
Aj |
Ak |
Al |
Am |
An |
Ao |
Ap |
Aq |
Ar |
As |
At |
Au |
Av |
Aw |
Ax |
Ay |
Az
 
Aba |
Abb |
Abc |
Abd |
Abe |
Abf |
Abg |
Abh |
Abi |
Abj |
Abk |
Abl |
Abm |
Abn |
Abo |
Abp |
Abr |
Abs |
Abt |
Abu |
Abw |
Aby |
Abz
Die Liste der Biografien führt alle Personen auf, die in der deutschsprachigen Wikipedia einen Artikel haben. Dieses ist eine Teilliste mit 7 Einträgen von Personen, deren Namen mit den Buchstaben „Abn“ beginnt.

## Abn

### Abne
- Abner Vinícius (* 2000), brasilianischer Fußballspieler
- Abner von Burgos (1270–1347), spanischer Philosoph und antijüdischer Schriftsteller
- Abnett, Dan (* 1965), britischer AutorDan Abnett (* 1965)

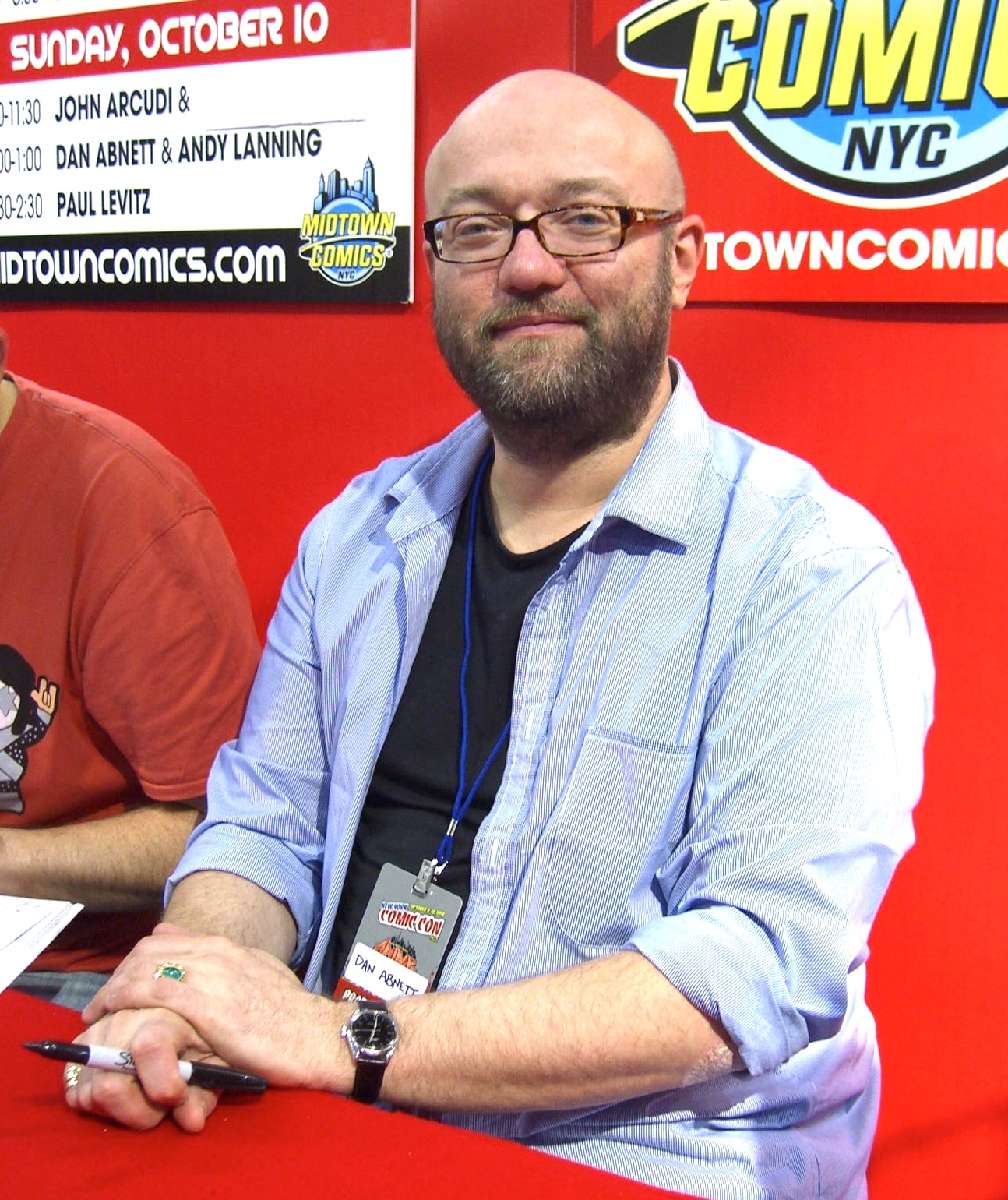
Dan Abnett (* 1965)

- Abney, Don (1923–2000), US-amerikanischer Jazzpianist
- Abney, William de Wiveleslie (1843–1920), britischer Chemiker und Fotograf
- Abney-Hastings, Barbara, 13. Countess of Loudoun (1919–2002), britische Peeress und Politikerin

### Abnu
- Abnudi, Atiyyat al- (1939–2018), ägyptische Journalistin, Rechtsanwältin, Schauspielerin, Filmproduzentin und Regisseurin